# 徐鈺 (弘治進士)
徐鈺（1466年—？），字用礪，湖廣承宣布政使司武昌府江夏縣（今湖北省武漢市武昌）人，明朝弘治進士、四川布政使。

## 生平
弘治二年（1489年）己酉科湖廣鄉試第十三名舉人。弘治三年（1490年）中式庚戌科會試第二百二十六名，三甲第一百七十六名進士，授行人。此后改南京监察御史。正德初年，因弹劾刘瑾而被贬。正德六年，起用为廬州府知府。嘉靖四年，改陕西汉中府知府。正德六年，升任陝西布政使司右參政。同年改南京太僕寺少卿。嘉靖八年，官至四川右布政使、左布政使。

## 家族
曾祖徐宗一；祖父徐友貴；父親徐斆。母朱氏；繼母黃氏。具慶下。